# Tages-Anzeiger
Le Tages-Anzeiger est un quotidien suisse de langue allemande fondé à Zurich en 1893 par Wilhelm Girardet (de) et Fritz Walz (de).

## Historique
Le Tages-Anzeiger est pour la première fois publié en 1893 sous le nom Tages-Anzeiger for Stadt und Kanton Zürich,. Il est aujourd'hui la propriété du groupe Tamedia.

### Tirage et audience
- 1913 : 72 500 exemplaires
- 1917 : 84 000 exemplaires
- 1942 : 100 000 exemplaires
- 1950 : 124 000 exemplaires
- 1957 : 146 000 exemplaires
- 1967 : 174 000 exemplaires
- 1970 : 200 000 exemplaires
- 1976 : 250 000 exemplaires
- 1992 : 273 000 exemplaires
- 2010 : 203 636 exemplaires[1]
- 2015 : 163 000 exemplaires, 474 000 lecteurs[4]
- 2017 : 148 705 exemplaires[5], 417 000 lecteurs[4]
- 2020 : 129 000 exemplaires, 353 000 lecteurs[4]
- 2022 : 106 362 exemplaires[6], 319 000 lecteurs[4]

### Rédacteur en chef
- depuis mars 2023 : Raphaela Birrer[7]
- - 2023 : Arthur Rutishauser[7]